# Vela nos Jogos Olímpicos de Verão de 2012 - 470 feminino
As regatas da classe 470 feminino da vela nos Jogos Olímpicos de Verão de 2012 foram disputadas entre os dias 3 e 10 de agosto na Academia Nacional de Navegação de Weymouth e Portland, na Ilha de Portland.

## Medalhistas
| Ouro   | NZL Jo Aleh e Olivia Powrie         |
| Prata  | GBR Hannah Mills e Saskia Clark     |
| Bronze | NED Lisa Westerhof e Lobke Berkhout |

## Resultados
| Pos.              | Velejadoras                                  | Regata | Regata | Regata | Regata | Regata | Regata | Regata | Regata | Regata | Regata | Regata | Pontos | Pontos |
| Pos.              | Velejadoras                                  | 1      | 2      | 3      | 4      | 5      | 6      | 7      | 8      | 9      | 10     | M      | Tot.   | Net    |
| ----------------- | -------------------------------------------- | ------ | ------ | ------ | ------ | ------ | ------ | ------ | ------ | ------ | ------ | ------ | ------ | ------ |
| Medalha de ouro   | NZL Jo Aleh / Olivia Powrie                  | 2      | 6      | 2      | 5      | 10     | 4      | 1      | 1      | 2      | 18     | 2      | 53     | 35     |
| Medalha de prata  | GBR Hannah Mills / Saskia Clark              | 6      | 1      | 4      | 6      | 1      | 6      | 5      | 2      | 8      | 2      | 18     | 59     | 51     |
| Medalha de bronze | NED Lisa Westerhof / Lobke Berkhout          | 1      | 8      | 6      | 4      | 2      | 18     | 4      | 3      | 20     | 6      | 12     | 84     | 64     |
| 4                 | FRA Camille Lecointre / Mathilde Géron       | 10     | 17     | 1      | 8      | 12     | 3      | 7      | 6      | 3      | 5      | 10     | 82     | 65     |
| 5                 | ITA Giulia Conti / Giovanna Micol            | 8      | 10     | 18     | 2      | 3      | 1      | 16     | 16     | 6      | 7      | 4      | 91     | 73     |
| 6                 | BRA Fernanda Oliveira / Ana Barbachan        | 11     | 5      | 14     | 1      | 6      | 10     | 10     | 9      | 5      | 4      | 14     | 89     | 75     |
| 7                 | AUS Elise Rechichi / Belinda Stowell         | 14     | 7      | 3      | 12     | 9      | 7      | 9      | 13     | 4      | 1      | 16     | 104    | 83     |
| 8                 | GER Kathrin Kadelbach / Friederike Belcher   | 19     | 2      | 7      | 14     | 15     | 5      | 6      | 5      | 14     | 11     | 6      | 103    | 84     |
| 9                 | USA Amanda Clark / Sarah Lihan               | 7      | 3      | 5      | 7      | 19     | 20     | 3      | 8      | 17     | 9      | 20     | 118    | 98     |
| 10                | ESP Tara Pacheco / Berta Betanzos            | 15     | 14     | 8      | 17     | 13     | 8      | 11     | 4      | 7      | 13     | 8      | 117    | 101    |
| 11                | CHN Wang Xiaoli / Huang Xufeng               | 18     | 18     | 9      | 13     | 8      | 19     | 2      | 17     | 1      | 12     | *      | 116    | 97     |
| 12                | POL Agnieszka Skrzypulec / Jolanta Ogar      | 13     | 13     | 20     | 18     | 7      | 2      | 18     | 7      | 11     | 10     | *      | 118    | 98     |
| 13                | ARG María Fernanda Sesto / Consuelo Monsegur | 16     | 19     | 19     | 3      | 5      | 12     | 14     | 11     | 15     | 3      | *      | 117    | 98     |
| 14                | JPN Ai Kondo / Wakako Tabata                 | 9      | 4      | 17     | 20     | 11     | 9      | 13     | 21 DSQ | 13     | 8      | *      | 124    | 103    |
| 15                | ISR Gil Cohen / Vered Bouskila               | 3      | 21 DSQ | 10     | 19     | 4      | 14     | 12     | 15     | 12     | 17     | *      | 126    | 105    |
| 16                | DEN Henriette Koch / Lene Sommer             | 5      | 12     | 16     | 10     | 14     | 16     | 15     | 10     | 9      | 15     | *      | 122    | 106    |
| 17                | CRO Enia Ninčević / Romana Župan             | 4      | 16     | 13     | 11     | 20     | 11     | 8      | 19     | 19     | 14     | *      | 135    | 115    |
| 18                | SLO Tina Mrak / Teja Černe                   | 12     | 9      | 12     | 15     | 17     | 17     | 17     | 14     | 16     | 16     | *      | 144    | 127    |
| 19                | SWE Lisa Ericson / Astrid Gabrielsson        | 17     | 11     | 11     | 9      | 13     | 15     | 19     | 12     | 18     | 20     | *      | 148    | 128    |
| 20                | AUT Lara Vadlau / Eva-Maria Schimak          | 20     | 15     | 15     | 16     | 18     | 13     | 20     | 18     | 10     | 19     | *      | 163    | 143    |

Legenda
| Recorde mundial      | Recorde mundial (World record)               |                       | Recorde africano                      | Recorde africano (African) |                                           | Q | Classificado por posição (Qualified) |
| Recorde olímpico     | Recorde olímpico (Olympic record)            | Recorde da América    | Recorde da América (Americas)         | q                          | Classificado por melhor tempo (Qualified) |   |                                      |
| Melhor marca do ano  | Melhor marca do ano (World leading)          | Recorde asiático      | Recorde asiático (Asian)              | DNS                        | Não largou (Did not start)                |   |                                      |
| Recorde nacional     | Recorde nacional (National record)           | Recorde europeu       | Recorde europeu (European)            | DNF                        | Não terminou (Did not finish)             |   |                                      |
| Recorde pessoal      | Recorde pessoal do atleta (Personal best)    | Recorde da Oceania    | Recorde da Oceania (Oceania)          | DSQ / DQ                   | Desclassificado (Disqualified)            |   |                                      |
| Recorde da temporada | Recorde da temporada do atleta (Season best) | Recorde sul-americano | Recorde sul-americano (South America) | NM                         | Sem marca (No mark)                       |   |                                      |

### Vela
| M   | Regata da Medalha da qual só participam os dez primeiros colocados das regatas anteriores  |  |  | CAN | Regata cancelada |
| BFD | Desclassificado por bandeira preta (Black Flag Disqualified)                               |  |  |     |                  |
| UFD | Desclassificado por bandeira "U" (U Flag Disqualified)                                     |  |  |     |                  |
| OCS | Largada queimada (On the Course Side of the starting line)                                 |  |  |     |                  |
| DNE | Desclassificação sem eliminação (infração a um item do regulamento da prova – Did Not End) |  |  |     |                  |